# Заполье (Чучковское сельское поселение)
Запо́лье — деревня в Сокольском районе Вологодской области.
Входит в состав Чучковского сельского поселения, с точки зрения административно-территориального деления — в Чучковский сельсовет. Расположена к северу от автодороги А123.
Расстояние по автодороге до районного центра Сокола — 78 км, до центра муниципального образования Чучкова — 6 км. Ближайшие населённые пункты — Огарово, Покровское, Фролово.
По переписи 2002 года население — 3 человека.